# Галкин, Александр Абрамович
Алекса́ндр Абра́мович Га́лкин (24 июля 1922, Витебск — 25 января 2022, Москва) — советский и российский историк, политолог, исследователь фашизма. Доктор исторических наук, профессор. Действительный член РАЕН (1998) и Академии политической науки (c её образования). Почётный доктор Института социологии РАН.

## Биография
Сын управляющего «Белгоскино» Абрама Ильича Галкина и учительницы Бэллы Израилевны Галкиной.
По окончании средней школы в Минске в 1940 году был призван в танковые части и проходил службу в Московском военном округе. В начальный период Великой Отечественной войны обучался на курсах военных переводчиков, затем в Военном институте иностранных языков, где в совершенстве овладел немецким. С ноября 1942 года и до конца войны — инструктор политического отдела 1-й гвардейской армии, завершил войну в звании гвардии капитана.

Война превратила меня — баловня семьи и «книжного червя», плохо знавшего реальную жизнь, в мужчину, умеющего держать удар и добиваться поставленной цели. На войне я научился не падать духом — даже тогда, когда всё кругом кажется чёрным, а из сложившейся ситуации не просматривается выход, отличать истинные ценности от мнимых, презирать болтунов и трусов и ценить настоящую дружбу. С войны я вынес чувство неоплатного долга перед теми, кто был, вероятно, и способней и лучше меня, но не дожил до победы.
В 1945 году был направлен в Германию на службу в Бюро информации Советской военной администрации в Германии, был выпускающим редактором, а затем заведующим отделом информации о западных зонах оккупации Германии.
В 1946—1949 годах учился заочно на историческом факультете МГУ. По окончании университета поступил в аспирантуру, которую окончил в 1952 году.
В 1953 году защитил диссертацию на соискание учёной степени кандидата исторических наук по теме «Рейнский сепаратизм и политика национальной измены немецкой буржуазии».
В 1954—1963 годах работал в журнале «Международная жизнь».
В 1963—1969 годах — сотрудник Института мировой экономики и международных отношений (ИМЭМО) АН СССР, где в 1966 году защитил диссертацию на соискание учёной степени доктора исторических наук по теме «Фашизм и буржуазное общество: (Политические и социальные корни германского фашизма)»; в 1964—1966 годах одновременно заместитель главного редактора журнала «Мировая экономика и международные отношения».
В 1968—1972 годах — заведующий отделом Института конкретных социальных исследований АН СССР. В 1972—1987 годах — заведующий отделом Института международного рабочего движения АН СССР. В 1987—1991 годах — проректор по научной работе Института общественных наук при ЦК КПСС.
В 1992—2004 годах — советник Международного фонда социально-экономических и политологических исследований (Горбачёв-Фонд).
С 1997 года — главный научный сотрудник Института социологии РАН, руководитель Центра теории политики в Институте сравнительной политологии РАН.
Скончался 25 января 2022 года.

## Награды
За участие в боевых действиях награждён орденом Красной звезды, 2 орденами Отечественной войны и медалью «За боевые заслуги».
За успехи в исследовательской деятельности в послевоенные годы награждён орденом Дружбы народов и медалями «За трудовую доблесть», «За трудовое отличие», имени Вернадского и имени Сорокина.

## Основные работы
Общее число научных публикаций — свыше 300, в том числе 23 книги и брошюры. С некоторыми работами Галкина А. А. можно ознакомиться на официальном сайте Института социологии РАН (ко многим из них есть полный текст).
- Галкин А. А., Накропин О. М. Федеративная Республика Германия: (Экон. и полит. положение). — М. : Госполитиздат, 1956. — 83 с.
- Зубы дракона. — М. : Госполитиздат, 1961. — 56 с.
- Версаль и рейнские сепаратисты. — М.: Издательство Академии наук СССР, 1962. — 110 с. (Научно-популярная серия АН СССР)
- Фашизм — враг человечества / канд. ист. наук А. А. Галкин. — М. : Знание, 1962. — 32 с. (Новое в жизни, науке, технике. 7 серия. Международная; 12)
- Фашизм, нацизм, фалангизм. Гавана, 1962; Буэнос-Айрес, 1964.
- Галкин А. А., Мельников Д. Е. СССР, западные державы и германский вопрос (1945—1965 гг.) / АН СССР. Ин-т мировой экономики и междунар. отношений. — М. : Наука, 1966. — 263 с.
- Германский фашизм / Акад. наук СССР, Ин-т мировой экономики и междунар. отношений. — М.: Наука, 1967. — 399 с. (2-е изд. — Германский фашизм / отв. ред. Б. И. Коваль; АН СССР. — 2-е изд., доп. и перераб. — М. : Наука, 1989. — 352 с. ISBN 5-02-008986-9
- Социология неофашизма. — М.: Наука, 1971. — 198 с. (Научно-популярная серия АН СССР)
- Социология. Политика. Международные отношения. — М.: Международные отношения, 1974. — 324 с. ; Варшава, 1978.
- Рабочий класс в социальной структуре индустриально развитых капиталистических стран / [А. А. Галкин, И. Н. Фалеева, Г. П. Сафронова и др. ; Ред. коллегия: А. А. Галкин (отв. ред.) и др.] ; АН СССР, Ин-т междунар. рабочего движения. — М.: Наука, 1977. — 335 с.
- Особенности воспроизводства рабочего класса развитых капиталистических стран / [А. А. Галкин, И. Н. Фалеева, С. В. Михайлов и др. ; Отв. ред. А. А. Галкин]. — М. : Наука, 1978. — 304 с.
- Галкин А. А., Шлепаков А. Н., Борко Ю. А., Цветков А. Г. Социальная структура и социальная политика развитых капиталистических стран. / Редкол.: А. Н. Шлепаков (пред.) и др.. — К.: Наукова думка, 1978. — 187 с.
- Социал-демократический и буржуазный реформизм в системе государственно-монополистического капитализма / [А. А. Галкин, А. Б. Резников, С. И. Великовский и др.; Отв. ред. А. С. Черняев, А. А. Галкин]. — М.: Наука, 1980. — 446 с.
- Рабочее движение в развитых капиталистических странах. — М.: Знание, 1981. — 64 с. (Новое в жизни, науке, технике)
- Рабочий класс в странах Западной Европы: К изуч. социал. основ полит. поведения / [А. А. Галкин, С. И. Васильцов, А. М. Салмин, С. В. Михайлов; Отв. ред. А. А. Галкин]. — М.: Наука, 1982. — 375 с.
- Современный Левиафан (в соавт. с Ф. М. Бурлацким). М. 1985.
- Политическая социология современного капитализма. Ф/М 1986 (на нем. языке).
- Рабочий класс и мировое развитие (в соавт. с Э. В. Клоповым). М. 1987.
- Консерватизм в прошлом и настоящем (в соавт. с П. Ю. Рахшмиром). М. 1987 (в сер. «История и современность»).
- Галкин А. А., Котов В. Н., Красин Ю. А., Меньшиков С. М. Капитализм сегодня: парадоксы развития. — М. : Мысль, 1989. — 317 с. ISBN 5-244-00238-4
- Становление политической науки. М. 1991.
- Западня: Рассказ о том, что принёс немецким рабочим национал-социализм / Рус.-амер. фонд профсоюз. исслед. и обучения. — М. : Б. и., 1995. — 45 с.
- Галкин А. А., Красин Ю. А. Критика российского авторитаризма / Институт социологии РАН, Междунар. фонд соц.-экон. и политол. исслед. (Горбачёв-фонд). — М. : Б. и., 1995. — 46 с.
- Галкин А. А., Красин Ю. А. Сильная демократия-альтернатива авторитаризму / Институт социологии РАН, Междунар. фонд соц.-экон. и политол. исслед. (Горбачёв-фонд). — М. : ИС, 1996. — 47 с.
- Галкин А. А., Красин Ю. А. Россия на перепутье. Авторитаризм или демократия: варианты развития / ИСПРАН. Рос. ассоц. полит. науки. — М. : Весь мир, 1998. — 163 с. ISBN 5-7777-0048-9
- Обновление и стабильность в современном обществе. М. 2000. (Отв. ред. и руководитель авторского коллектива).
- Европейская социал-демократия: проблемы и поиски М. 2001. (Отв. ред. и руководитель авторского коллектива).
- Партийная система на Западе и в России: проблемы и перспективы: (Аналит. докл.) / Ин-т сравн. политологии РАН. — М. : ИСП РАН, 2002. — 42 с.
- Галкин А. А., Красин Ю. А. Россия: Quo vadis? / Институт социологии РАН. — М.: Изд-во Ин-та социологии РАН, 2003. — 274 с. ISBN 5-89697-071-4
- Государство и общество в условиях глобализации: взгляд слева. М. 2003. (Отв. ред. и руководитель авторского коллектива).
- Размышления о политике и политической науке: сборник / Ин-т сравнит. политологии РАН. — М. : Оверлей, 2004. — 278 с. ISBN 5-85493-076-5
- Михаил Горбачёв и германский вопрос: сборник документов, 1986—1991 / Междунар. фонд соц.-экон. и политологических исслед. «Горбачёв-Фонд»; предисл. и сост.: А. А. Галкин, А. С. Черняев. — М.: Весь мир, 2006. — 670 с. ISBN 5-7777-0364-X
- Социализм и фашизм (семинар). Альтернативы — № 1 — 2008